# صانور
صانور هي أحد بلديات محافظة جنين، وتقع في الجهة الجنوبية الشرقية من المحافظة. ترتفع عن سطح البحر حوالي من 550 م، وتعد من البلدات المرتفعة في محافظة جنين. في الأصل، كانت قلعة شامخة على رأس الجبل، ولا تزال معالم واسوار القلعة موجودة حتى الآن. اشتهرت تاريخيا بالقلعة، وتطل على مرج صانور، الذي يعد ثالث أكبر مرج في فلسطين، والبالغة مساحته 15000 دونم. يحد القرية من الجنوب قرية جبع (جنين) وسيلة الظهر، ومن الغرب عنزة، ومن الشمال الجربا، ومسلية، وقباطية.

## السكان
في عام 1922م، بلغ عدد سكانها نحو 682 نسمة، وارتفع إلى 1020 نسمة بحلول عام 1945م. وفي عام 1967م، وصل عددهم إلى حوالي 1300 نسمة، ثم استمر في الزيادة ليصل إلى 2300 نسمة عام 1987م. يعود أصل سكانها إلى بلدة كفر الديك، وتعتمد المنطقة في توفير مياه الشرب والري على مياه الأمطار، بالإضافة إلى ثلاثة آبار نبع تقع في جوارها.

## قلعة صانور
تسمى قلعة جرار، ,حيث ان ال جرار استولوا عليها بصحبة إبراهيم باشا الجزار، وقد رحلوا منها بعد ذلك، ولكن لا يزال بعض ممن ينسبون نفسهم إلى العائلة السابقة يسكنون بجوار القلعة، التي لا تزال معالمها واضحة حتى يومنا هذا. وقد تم ترميم القلعة حديثا بدعم من الحكومة الألمانية.

## أعلام
- حسني أدهم جرار، كاتب فلسطيني.
- فواز ياسين الحاج حسين (1937-2022)، كان أحد أعضاء حركة فتح، وأحد أعضاء المجلس المركزي الفلسطيني والوطني الفلسطيني ممثلًا عن اتحاد الفلاحين. عمل ممثلًا لفتح لدى السودان، ومديرًا لمؤسسة الدراسات بمنظمة التحرير في سوريا، ووكيلًا لوزارة العمل الفلسطينية.[6][7]
- غسان ياسين الحاج حسين، طيار الرئيس الفلسطيني ياسر عرفات، والذي تُوفي بعد سقوط طائرته في ليبيا.

## تاريخها

### الحقبة العثمانية
أُدرجت صانور، كغيرها من مناطق فلسطين، ضمن أراضي الدولة العثمانية عام 1517م. وفي عام 1596م، ظهرت في سجلات الضرائب العثمانية ضمن ناحية جبل سامي، التابعة لسنجق نابلس. بلغ عدد سكانها آنذاك 23 أسرة وخمسة عزّاب، جميعهم من المسلمين. كان سكان القرية يدفعون معدل ضريبة ثابتًا بنسبة 33.3% على المنتجات الزراعية، بما في ذلك القمح، والشعير، والمحاصيل الصيفية، وأشجار الزيتون، والماعز، وخلايا النحل، بالإضافة إلى إيرادات أخرى متفرقة، بإجمالي 5,200 آقجة.
تأسست صانور الحديثة على يد فرع من عائلة الجَرّار التي هاجرت إلى الموقع من بلدة جبع خلال أواخر العهد العثماني. كانت صانور بمثابة "قرية العرش" لعائلة الجَرّار، حيث حكموا منها العديد من القرى في مناطق جنين، اللجون، مرج ابن عامر، والناصرة. وفي عام 1785م، قام الشيخ يوسف الجَرّار ببناء قلعة محصنة في القرية لحماية الطريق المؤدي إلى نابلس من جهة الشمال، بينما كان والده، محمد زَبين، قد شيد أجزاء من أسوارها قبل ذلك. ساهمت هذه القلعة، إلى جانب ميليشيات الفلاحين التابعة للعائلة، في تعزيز قوة الجَرّار العسكرية. وعلى عكس القرى الأخرى التي كانت تُعرف بقرى العرش في المرتفعات الوسطى لفلسطين، كانت سنور محاطة بالكامل بأسوار محصنة.
في منتصف وأواخر القرن الثامن عشر، برز الشيخ ظاهر العمر كحاكم مستقل للجليل ومدينة عكا الساحلية، التي قام بتحصينها. ومن هناك، بدأ في توسيع نفوذه جنوبًا ليشمل أراضي الجَرّار. دخلت العائلة في تحالف مع قبيلة بني صخر، لكنها لم تتمكن من منع ظاهر من السيطرة على الناصرة ومرج ابن عامر عام 1735م. لاحقًا، طارد ظاهر قوات الجَرّار إلى جبال نابلس، لكنه أدرك عند وصوله إلى صانور أنه لن يكون قادرًا على اختراق قلعتها. وقد أدت مقاومة الجَرّار الناجحة إلى إبقاء منطقة جبال نابلس خارج سيطرة ظاهر العمر إلى حد كبير، حيث شكلت صانور الحد الفاصل لنفوذه، واستمرت في عرقلة محاولات حكام عكا المتعاقبين للسيطرة عليها. وفي عام 1764م، حاول والي دمشق العثماني، عثمان باشا الكُرجي، إخضاع صانور، وخاض معركة ضد عائلة الجَرّار بقيادة محمد الجَرّار في جبال نابلس.
في عام 1790م، فرض الجزار باشا، حاكم ولايتي صيدا ودمشق المتمركز في عكا، حصارًا على صانور بعد أن رفض زعيمها، يوسف الجَرّار، الخضوع لسلطته. وعلى الرغم من القصف العنيف الذي تعرضت له القلعة، فقد صمدت لأكثر من خمسين يومًا، وانسحب الجزار بعد أن فشلت محاولاته لتلغيم القلعة، حيث أدى انفجار إلى تدمير جزء كبير من معسكره بدلاً من القلعة نفسها. حاول الجزار مجددًا إخضاع صانور عام 1803م، لكن محاولته باءت بالفشل أيضًا. ووفقًا للمؤرخ الفلسطيني بشارة دوماني، فإن الحصار الثاني للجزار وقع عام 1795م.
في عام 1830م، حاول عبد الله باشا، حاكم عكا، فرض سيطرته على ملاك الأراضي الريفيين في جبال نابلس. كانت المنطقة سابقًا جزءًا من ولاية دمشق، لكنها أُلحقت بولاية صيدا خلال فترة حكم عبد الله باشا، وذلك بعد أن عجز والي دمشق عن جمع الضرائب من العائلات الحاكمة هناك. وعندما قادت عائلتا الجَرّار والقاسم تمردًا ضد تعيين عبد الله، فرض حصارًا على صانور بمساعدة تعزيزات أرسلها له الأمير بشير الشهابي الثاني حاكم جبل لبنان. استمر الحصار لمدة أربعة أشهر، وتمكنت المدفعية المتمركزة غرب القرية من فتح ثغرة في القلعة بعد عدة هجمات. ونتيجة للخسائر التي تكبدها جيش عبد الله باشا خلال الحصار، أمر بهدم أسوار القلعة وأبراجها، كما أمر بقطع أشجار الزيتون في صانور. شكل سقوط القلعة ضربة قاصمة لقوة عائلة الجَرّار، التي تضاءل نفوذها بشكل كبير بعد ذلك.
في صيف عام 1838م، زار عالم الكتاب المقدس إدوارد روبنسون قرية صانور، وأشار إلى أنها كانت "في السابق ذات شأن"، لكنها أصبحت "كومة مشوهة من الأنقاض" بعد تدميرها على يد عبد الله باشا، حيث كانت بضع عائلات لا تزال تعيش بين الخراب، وتعتمد بشكل أساسي على الكهوف كمساكن. كما لاحظ روبنسون أن صانور لم تُذكر في المصادر التاريخية الوسيطة، وأنها تقع في منطقة الشرارية الشرقية، شمال نابلس. وفي عام 1840م، تعرضت القرية لقصف من قبل جيش إبراهيم باشا. كانت منطقة نفوذ عائلة الجَرّار تُعرف باسم ناحية "مشارق الجَرّار"، والتي ضمت 28 قرية عام 1850م.
زار المستكشف الفرنسي فيكتور غيران القرية عام 1870م، وكتب: "يبدو أنها كانت مقدّرة لتكون موقعًا لحصن قوي. كان هناك سور محاط بأبراج يعلو القمة، وهو الآن جزئيًا فوق البلدة. كما أن عددًا كبيرًا من المنازل مدمّر أو أعيد بناؤه جزئيًا. منزل الشيخ، الذي زرته، يشبه قلعة صغيرة". وفي عام 1882م، وصفت "بعثة مسح فلسطين الغربية" صانور بأنها قرية صغيرة محصنة، يتراوح عدد سكانها بين 200 و300 نسمة، وكانت لا تزال مركزًا لأحد فروع عائلة الجَرّار، بينما ظل الفرع الآخر مستقرًا في جبع.

### فترة الانتداب البريطاني
في تعداد عام 1922 الذي أجرته سلطات الانتداب البريطاني في فلسطين، بلغ عدد سكان صانور 682 نسمة، جميعهم من المسلمين. وارتفع العدد في تعداد عام 1931 إلى 759 نسمة، جميعهم مسلمون أيضًا، وكانوا يقيمون في 164 منزلًا. خلال الثورة العربية الكبرى في فلسطين (1936-1939)، قُتل القائد العام للثورة، عبد الرحيم الحاج محمد، في صانور خلال اشتباك مع القوات البريطانية وحلفائها المحليين الذين كانوا يطاردونه. وقد دُفن مؤقتًا في القرية قبل أن يُنقل جثمانه إلى ذنّابة.
وفقًا لإحصاءات عام 1945، وخلال السنوات الأخيرة من الانتداب البريطاني، بلغ عدد سكان صانور، بما في ذلك تجمع "نُخيل" المجاور، 1,020 نسمة، جميعهم مسلمون. وبلغت مساحة أراضي صانور في ذلك العام 12,897 دونمًا، وفقًا لمسح رسمي للأراضي والسكان. استُخدم منها 2,370 دونمًا للبساتين والأراضي القابلة للري، و7,259 دونمًا لزراعة الحبوب، بينما كانت 21 دونمًا أرضًا مبنية (مناطق عمرانية).

### الحقبة الأردنية
بعد حرب 1948، أصبحت صانور تحت الحكم الأردني. وفي تعداد عام 1961 الذي أجرته السلطات الأردنية، بلغ عدد سكان القرية 1,471 نسمة.

### ما بعد 1967
منذ حرب الأيام الستة عام 1967، خضعت صانور للاحتلال الإسرائيلي. وبموجب اتفاقيات أوسلو، تم تصنيف القرية ضمن "المنطقة A"، حيث تخضع للسيطرة المدنية والأمنية الفلسطينية. وبين عامي 1987 و2005، أُنشئت مستوطنة إسرائيلية قريبة حملت اسم "صانور"، وكانت تشترك في الاسم مع القرية. وفي 22 سبتمبر 2005، تم إخلاء المستوطنة كجزء من خطة "فك الارتباط" الإسرائيلية.

## وصلات خارجية
- فلسطين في الذاكرة/ صانور